# Dave Sheridan (Schauspieler)

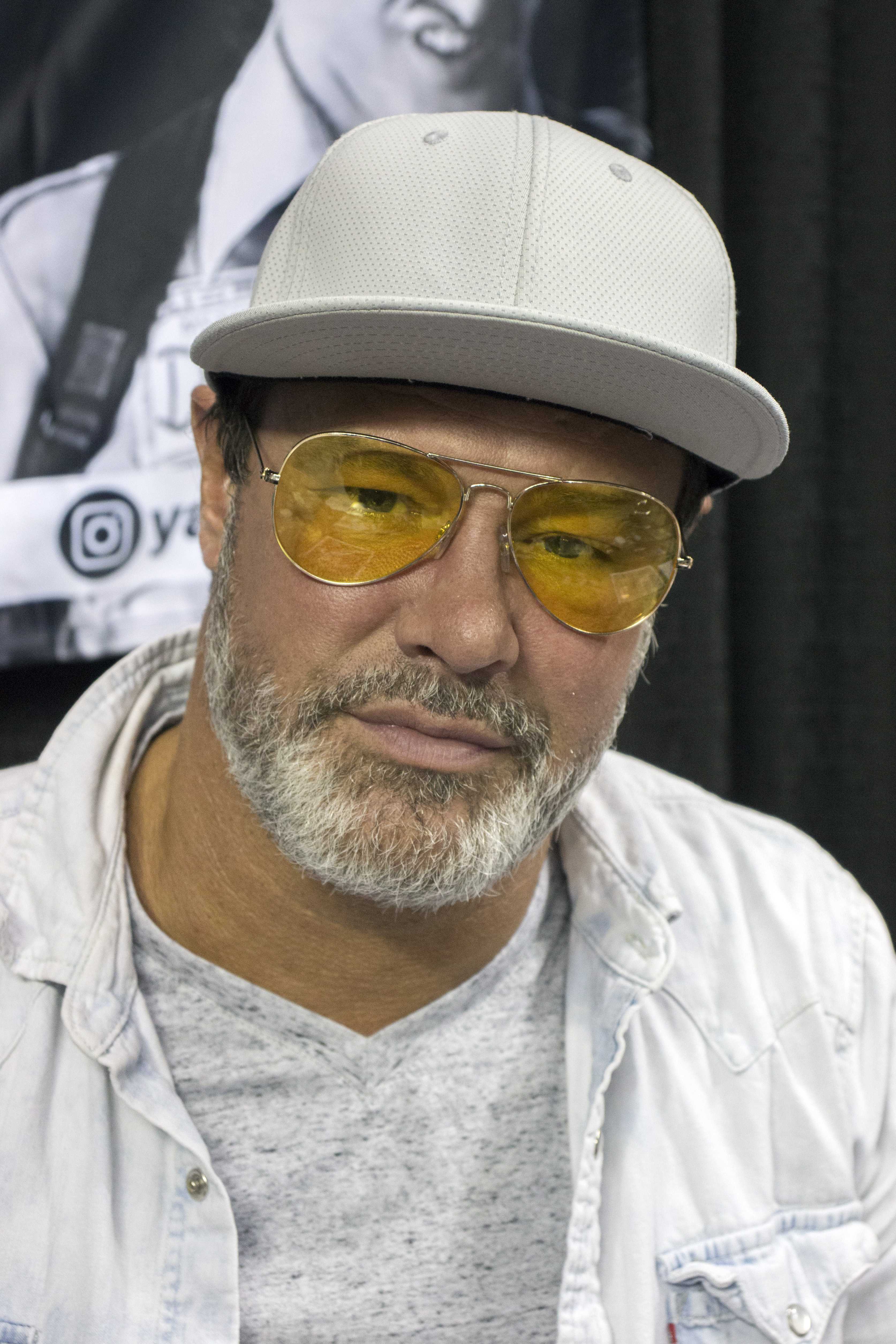
Dave Sheridan, 2023

Dave Christopher Sheridan (* 10. März 1969 in Newark, Delaware) ist ein US-amerikanischer Schauspieler.

## Leben
Sheridan war im Jahr 1996 in der MTV-Fernsehserie Buzzkill zu sehen. Zu seinen bisher bekanntesten Auftritten zählen Rollen in dem Film Scary Movie, in dem er neben Cheri Oteri in der Rolle des Mörders auftrat, und The Devil’s Rejects. In der preisgekrönten Komödie Ghost World spielte er an der Seite von Thora Birch, Scarlett Johansson und Steve Buscemi die Rolle von Doug. In der Komödie Frank McKlusky, C.I., in der ebenfalls Randy Quaid, Dolly Parton und Kevin Pollak zu sehen waren, spielte er die Hauptrolle von Frank McKlusky. Außerdem spielte er in den Musikvideos By the Way und Universally Speaking von den Red Hot Chili Peppers mit.

## Filmografie
- 1994: The Second City’s 149 1/2 Edition (Fernsehfilm)
- 1996: Buzzkill (Fernsehserie)
- 1998: Short Cinema
- 2000: Scary Movie
- 2001: Ghost World
- 2001: Bubble Boy
- 2001: Mister Undercover (Corky Romano)
- 2002: Frank McKlusky – Mann für besondere Fälle (Frank McKlusky, C.I.)
- 2003: The Fighting Temptations
- 2005: The Devil’s Rejects
- 2006: Little Man
- 2006: Gay Robot (Fernsehfilm)
- 2008: Stone & Ed
- 2008: Your Name Here
- 2008: Spritztour (Sex Drive)
- 2009: All’s Faire in Love
- 2009–2011: Arbor Live! (Fernsehserie, 19 Episoden)
- 2011: Hot Dogs & Hand Grenades (Fernsehfilm)
- 2011: Kill the Boss (Horrible Bosses)
- 2012: Lost and Found in Armenia
- 2012: Parental Payback (Fernsehfilm)
- 2013: Ghost Movie (A Haunted House)
- 2013: Dealin’ with Idiots
- 2014: Ghost Movie 2 (A Haunted House 2)
- 2015: Walking with the Dead
- 2015: Amigo Undead
- 2016: Fifty Shades of Black
- 2017: Grow House
- 2017: Handsome: Ein Netflix-Krimi (Handsome: A Netflix Mystery Movie)
- 2017: Naked
- 2017: Hatchet: Victor Crowley
- 2018: Beyond White Space – Dunkle Gefahr (Beyond White Space)
- 2019: Blood Craft
- 2022: The Curse of Bridge Hollow
- 2024: Stream